# Privezac
Privezac é uma comuna francesa na região administrativa de Occitânia, no departamento de Aveyron. Estende-se por uma área de 11,09 km². Em 2010 a comuna tinha 333 habitantes (densidade: 30 hab./km²).